# Strood
Strood – miasto w Wielkiej Brytanii, w Anglii w regionie South East England, w hrabstwie Kent. W 2001 roku miasto liczyło 32 663 mieszkańców.